# إرنست براندي
إرنست براندي (بالألمانية: Ernst Brandi)‏ هو مساعد القاضي ‏ ألماني، ولد في 13 يوليو 1875 في أوسنابروك في ألمانيا، وتوفي في 22 أكتوبر 1937 في دورتموند في ألمانيا.